# مارتین، همپشر
مارتین (به انگلیسی: Martin) یک روستا و محله مدنی در بریتانیا است که در New Forest District واقع شده‌است. مارتین ۳۹۸ نفر جمعیت دارد.